# Alvine Bélisle
Alvine Bélisle (13 août 1910 – 31 mars 1997) est une bibliothécaire québécoise, reconnue comme pionnière pour son apport à la bibliothéconomie scolaire et à la promotion de la littérature jeunesse. Le Prix Alvine-Bélisle, qui récompense le meilleur livre pour enfants en langue française au Canada, est décerné chaque année.  
Elle met en place la bibliothèque régionale de l'école Saint-Jean-Baptiste et dirige, pendant quelques années, le Bureau des bibliothèques scolaires du Département de l'instruction publique.  

## Biographie
Née en 1910 de l'union de Siméon Bélisle et d'Alma Thiboutot, Alvine Bélisle étudie chez les Sœurs de Sainte-Croix à Montréal:92. À partir de 1931, elle enseigne à la Commission des Écoles Catholiques de Montréal (CECM):92,:17. Diplômée de l'École de bibliothécaires de l’Université de Montréal en 1938:92 où elle s'intéresse déjà à la production de listes thématiques, Alvine Bélisle commence sa carrière en tant que bibliothécaire scolaire en 1944:92. Elle dirige et développe la nouvellement construite bibliothèque régionale de l’école Saint-Jean-Baptiste, où elle est en poste jusqu’en 1961:92. Il s'agit de l'une des bibliothèques scolaires qui assurent un service à tous les écoliers du réseau de la CECM dans les endroits défavorisés:91. Ouverte principalement en dehors des heures de classe et même durant la période estivale, elle offre un service gratuit de prêt et de consultation sur place de livres, d'ouvrage de référence et de revues adaptés à leur âge. À cette époque, la bibliothéconomie jeunesse connaît d'importants développements : en plus de l’aménagement de plus en plus fréquent de sections destinées à la jeunesse dans les bibliothèques publiques, 290 bibliothèques scolaires sont créées par la CECM entre 1939 et 1961:96.   

Dans les années 1950, les connaissances d'Alvine Bélisle en matière de littérature jeunesse font d'elle une aide précieuse pour Hélène Grenier, directrice de la Bibliothèque des instituteurs à la Direction des bibliothèques des écoles de la CECM:17 et pour plusieurs bibliothèques partout à travers le Québec, notamment la bibliothèque de jeunes de Sainte-Agathe et la bibliothèque paroissiale des jeunes à Mont-Laurier pour lesquelles elle participe au choix des documents et à l’organisation des espaces.   

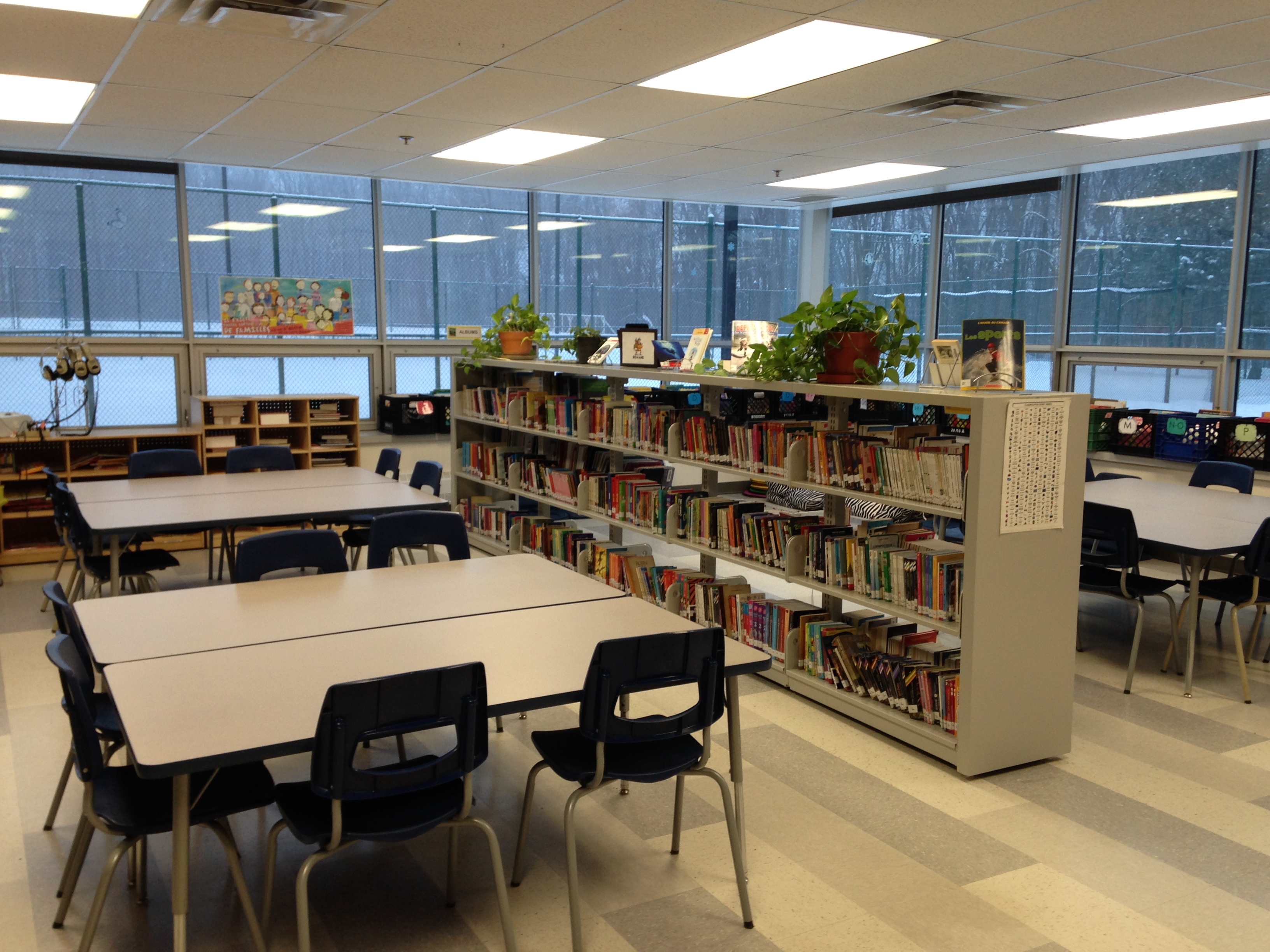
Une bibliothèque scolaire au Québec.

De 1961 à 1967, Alvine Bélisle est directrice du Bureau des bibliothèques scolaires du Département de l’instruction publique:92. Son mandat s’effectue dans un contexte de révolution tranquille où le clergé perd son influence en matière d’éducation et où les bibliothèques publiques et scolaires commencent à faire l’objet de politiques gouvernementales entre autres liées à « La grande charte de l'éducation ». À partir de 1962, son rôle de directrice l'amène à promouvoir et organiser, en collaboration avec  l'École de bibliothéconomie de l’Université de Montréal, une école d'été de bibliothéconomie scolaire à l'intention des enseignants,:189,. Elle y enseigne le cours Choix et achat de livres. Sa position de directrice lui permet également de se prononcer sur l'importance des compétences pédagogiques nécessaires aux bibliothécaires scolaires :189 et de valoriser la formation continue pour se mettre à jour, continuer à innover et à s'adapter aux besoins de sa communauté. Elle rend compte dans les médias de ses découvertes lorsqu'elle assiste à des congrès et des expositions ou lorsqu'elle visite des bibliothèques innovantes, par exemple lors de sa participation au Congrès de l'Association des bibliothécaires catholiques à Détroit et de sa visite du Centre de recherches pédagogiques de la Commission scolaire de Toronto.
Impliquée dans la promotion de la littérature jeunesse, elle contribue à l'émergence d'une littérature jeunesse québécoise en militant auprès du gouvernement, en participant à des jurys, en commentant les ouvrages publiés et en conseillant les intervenants du domaine du livre. Elle incite les auteurs à mettre les enfants au cœur de leur démarche d'écriture en privilégiant un langage à leur portée et des sujets qui les intéressent afin de développer des collections qui leur sont destinées et de propager le goût de la lecture:58 ; 163. Alvine Bélisle prend aussi en charge l'organisation d'initiatives pour promouvoir la lecture chez les enfants. En 1955, elle est présidente du comité provincial de la Semaine du Livre pour la jeunesse canadienne parrainé par l’Association canadienne des bibliothèques. En 1961, à l'École de bibliothéconomie de l’Université de Montréal, Alvine Bélisle offre le premier cours universitaire au Québec à propos de la littérature pour la jeunesse. Elle en sera responsable pendant 15 ans.  Elle donne aussi des cours à ce sujet à l’Université d’Ottawa.
Tout au long de sa carrière, elle s'implique aussi dans des associations professionnelles. En 1946, elle devient membre de l'Association canadienne des bibliothécaires pour enfants (Canadian Association of Children’s Librarians). Elle en devient la présidente, en 1952:92 et y joue divers rôles au cours de sa carrière. En 1963, elle est représentante pour le Québec et vice-présidente du comité qui sélectionne annuellement le récipiendaire de la médaille du livre canadien-français pour enfants. En 1964, elle est présidente de ce même comité. Dans les années 1940, elle est aussi membre de l'Association canadienne des bibliothèques catholiques. Elle partage son expertise à propos des bibliothèques régionales scolaires à l'assemblée annuelle de 1948. Cette association change de nom la même année pour devenir l'Association canadienne des bibliothécaires de langue française. Elle s'y implique en tant que secrétaire de l'association de 1951 à 1954,. Lors des journées d'étude et des carrefours de l'association, elle présente aussi divers travaux, par exemple sur l'importance éducative des bibliothécaires dans le parcours de l'écolier  ou sur l'offre de documentation cinématographique. En 1962, elle est présidente de la Section des bibliothèques des jeunes de l’Association canadienne des bibliothécaires de langue française:92. 
Ayant pris officiellement sa retraite en 1968, elle demeure engagée dans le domaine de la bibliothéconomie, en continuant notamment à rédiger de nombreux guides de lecture pour les jeunes, des bibliographies sélectives et des articles, en contribuant à des colloques, en élaborant des ateliers et conférences thématiques, et en participant, en 1980, à l'élaboration de la section pour enfants d'une nouvelle bibliothèque construite dans l’ancienne église anglicane St-Matthews, qui prend le nom de bibliothèque publique Saint-Jean-Baptiste (aujourd’hui bibliothèque Claire-Martin).
Au cours de sa vie, grâce à son intérêt marqué pour la littérature jeunesse et ses différents projets de compilatrice et de critique littéraire, Alvine Bélisle accumule une bibliothèque imposante de livres qu’elle partage avec les enfants de son entourage et avec ses collègues:18,. À la fin des années 1990, l’École de bibliothéconomie de l’Université de Montréal fait le don à Bibliothèque et Archives nationales du Québec d’une collection de 80 livres jeunesse rassemblés par Alvine Bélisle durant sa carrière. 

## Distinction
En 1974, l'ASTED crée le prix Alvine-Bélisle pour récompenser chaque année une œuvre littéraire jeunesse de qualité écrite en français au Canada. Il est maintenant attribué par la Fédération des milieux documentaires (FMD). 

## Publications

### Guides de lecture
- Guide de lecture pour les jeunes 5 à 13 ans, 1973
- Une bibliographie sélective de livres pour enfants pour créer ou enrichir une collection, 1982
- Romans et contes pour les 12-17 ans, sous la direction de Raymond Turgeon, 1985

### Contribution à des périodiques
- Articles pour Lectures, une revue mensuelle de bibliographie critique publiée par le Service de Bibliographie et de Documentation de FIDES, organe du Service des Lectures de l'Action catholique du diocèse de Montréal[37]
- Articles et comptes rendus dans Documentation et Bibliothèques[38],[39],[40],[41],[42],[43],[44]
- Comptes rendus dans le Bulletin de l'ACBLF (Association canadienne des bibliothécaires de langue française)[45]
- Articles et critiques d'ouvrages pour la jeunesse dans Des livres et des jeunes[46]
- Chroniques régulières sur les bibliothèques scolaires dans la revue L'Instruction publique[12]:191

### Contribution à des ouvrages de référence
- Articles sur 4 œuvres de Marie-Claire Daveluy dans le Dictionnaire des œuvres littéraires du Québec[47]
- Article Children's books in French dans l'ouvrage Supplement to the Oxford companion to canadian history and literature[48]
- Préface de l'ouvrage Normes de service de bibliothèque pour les écoles canadiennes (1968), l'édition française de l'ouvrage Standards for Library Service for Canadian Schools[49]

### Autres publications
- Rapports sur la bibliothéconomie scolaire et son développement
- Matériel didactique pour le cours Littérature de jeunesse BIBL 640, 1973[50]